# Souris Beach Provincial Park
Souris Beach Provincial Park är en park i Kanada.   Den ligger i provinsen Prince Edward Island, i den östra delen av landet, 1 000 km öster om huvudstaden Ottawa. Souris Beach Provincial Park ligger 16 meter över havet.
Terrängen runt Souris Beach Provincial Park är platt. Havet är nära Souris Beach Provincial Park söderut. Runt Souris Beach Provincial Park är det ganska tätbefolkat, med 90 invånare per kvadratkilometer.. Närmaste större samhälle är Souris, 2,3 km sydost om Souris Beach Provincial Park. 
Omgivningarna runt Souris Beach Provincial Park är en mosaik av jordbruksmark och naturlig växtlighet.